# Уонтнер, Уильям Кларк
Уильям Кларк Уонтнер (17 января 1857, Стоквелл, Суррей — 23 сентября 1930, Вустер) — британский художник-ориенталист.

## Биография
Уонтнер родился в Стоквелле, Суррей, в семье известного архитектора Уильяма Хоффа Уонтнера (1814–1881) и его супруги Кэтрин Смит.
Уильям получил первоначальное художественное образование от своего отца. Помогая отцу, Уонтнер обучал Джона Уильяма Годварда (1861–1922), позднее ставшего крупным представителем греко-римского стиля. Годвард был на пять лет моложе Уонтнера, и они стали хорошими друзьями.
Уонтнер начал преподавать в школе искусств Сент-Джонс-Вуд примерно в 1885 году, после того как переехал на Гамильтон-Гарден-Сквер в Лондоне. Уонтнер был частью неоклассического движения в Англии, с Лоуренсом Альма-Тадема во главе. Для его стиля характерны изображения томных женщин в экзотических одеждах, на фоне мрамора, античных или восточных фонов. 
Его верно выписанные ткани, накинутые на явно европейские модели, придавали портретам атмосферу ориентализма. Работы Уонтнера выставлялись в Королевской академии с 1879 года, в Обществе британских художников и в Королевском институте художников-акварелистов. Когда галерея Гросвенор была закрыта в 1890 году, Уонтнер выставлялся в Новой галерее.
Уонтнер женился на Джесси Маргерит Кин (1872–1950), дочери Чарльза Джозефа Кина, 7 июня 1894 года, в монастырской церкви св. Доминика, на Наверсток-Хилл в Хэмпстеде. У пары не было детей. Уонтнер скончался в 1930 году и был похоронен 26 сентября 1930 года в деревне Риппл в Вустершире.

## Галерея

Некоторые работы
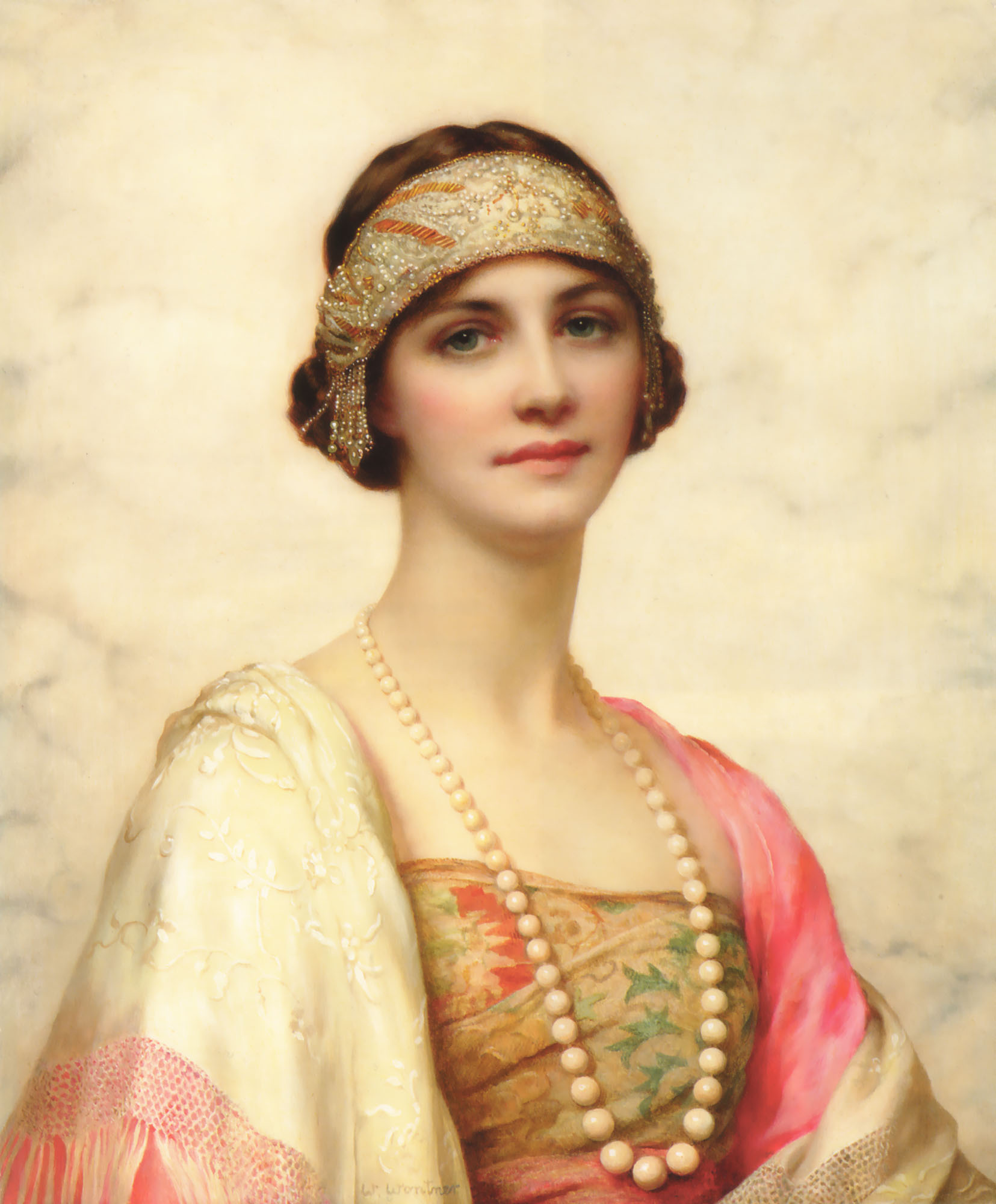
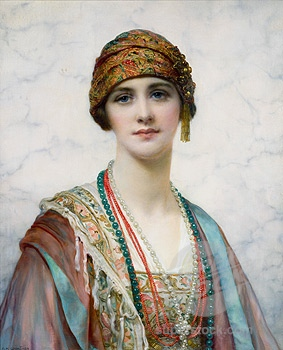
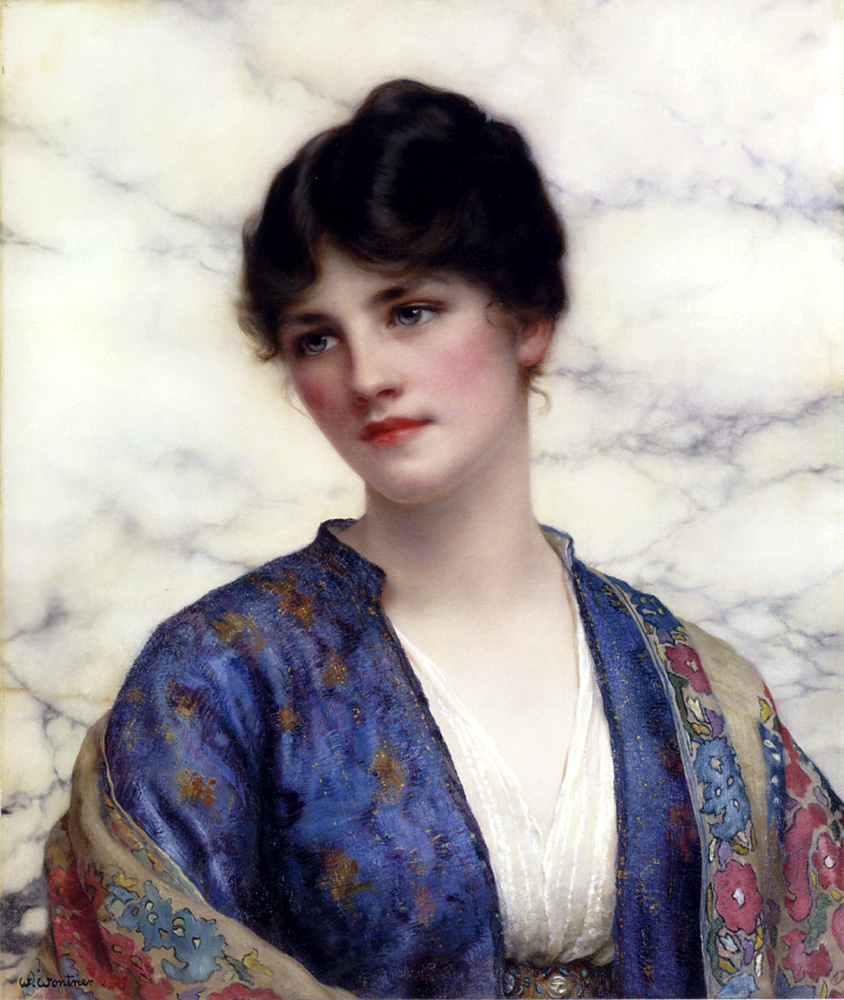
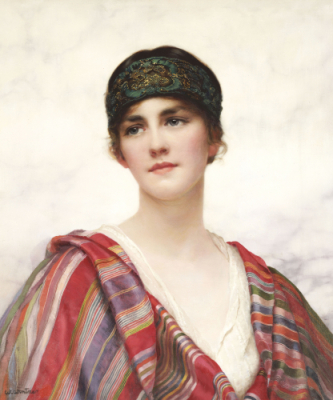
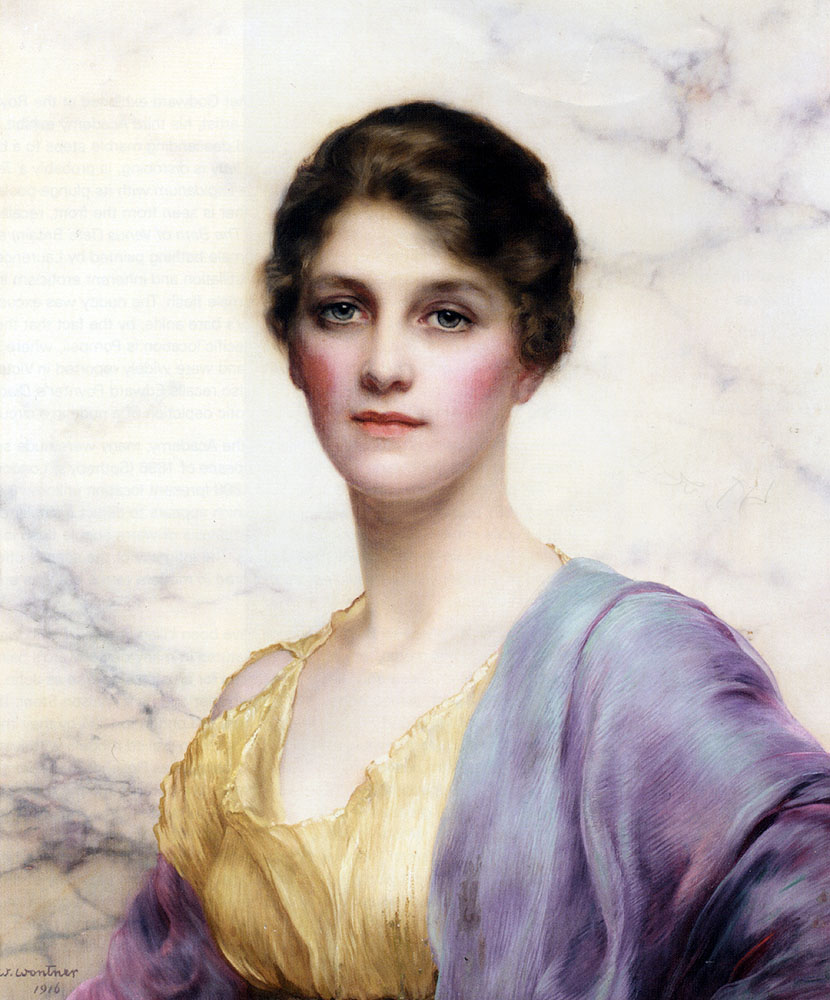
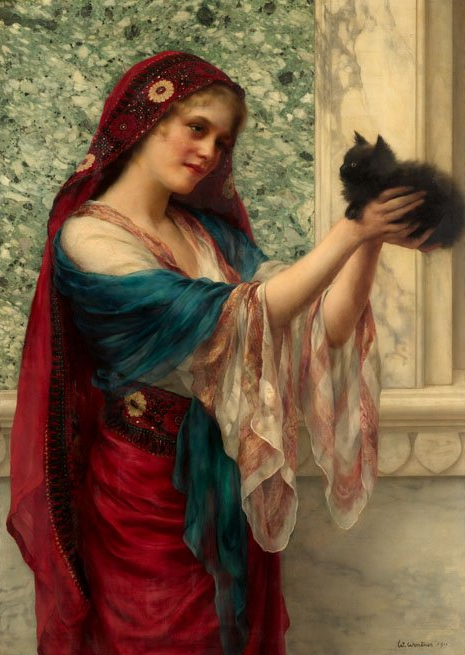
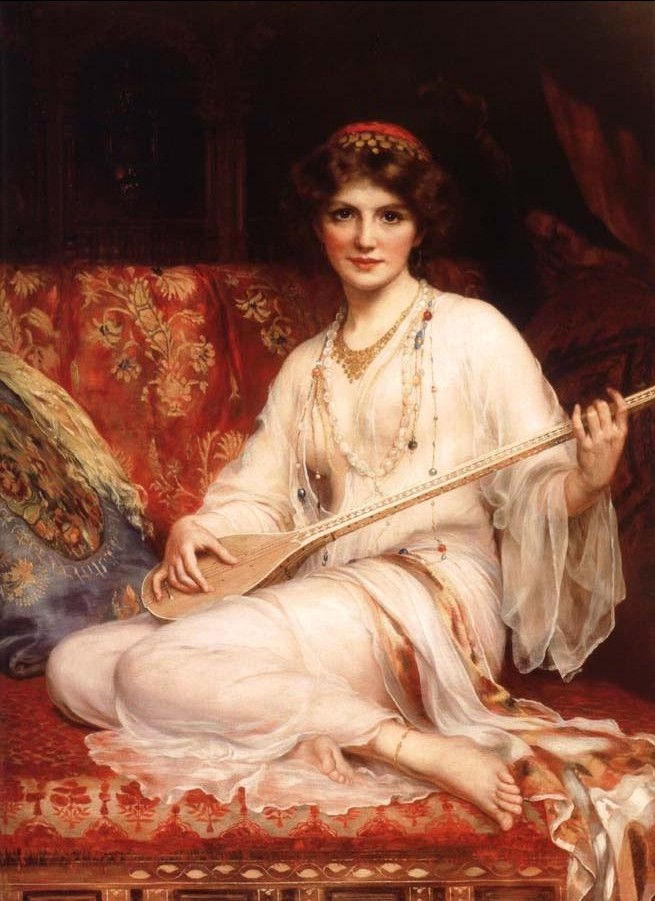
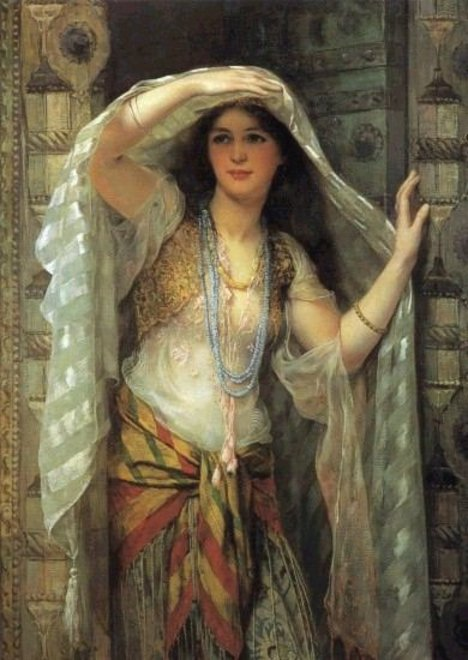
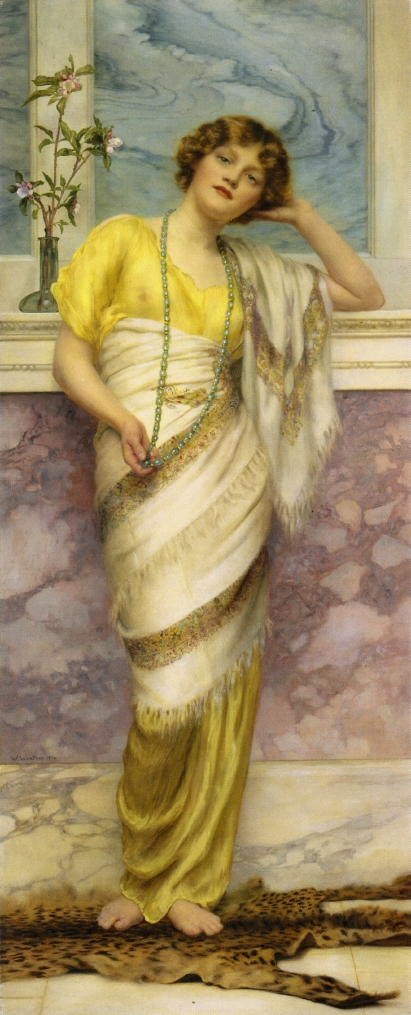
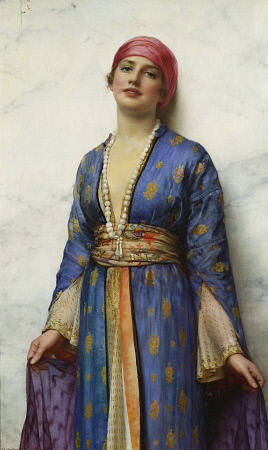